# Адерсов дујкер
Адерсов дујкер (лат. Cephalophus adersi) је врста дујкера.

## Угроженост
Адерсов дујкер је критично угрожена врста и у великој је опасности од изумирања.

## Распрострањење
Врста је присутна у Кенији и Танзанији.

## Станиште
Станиште врсте су шуме. 